# District de Ri-Bhoi
Le district de Ri-Bhoi est un district de l'état du Meghalaya, en Inde.

## Géographie
Au recensement de 2001, sa population compte 192 795 habitants.
Son chef-lieu est la ville de Nongpoh. 